# Rábakecöl
Rábakecöl è un comune di 823 abitanti situato nella contea di Győr-Moson-Sopron, nell'Ungheria nordoccidentale.